# Robert Kloss

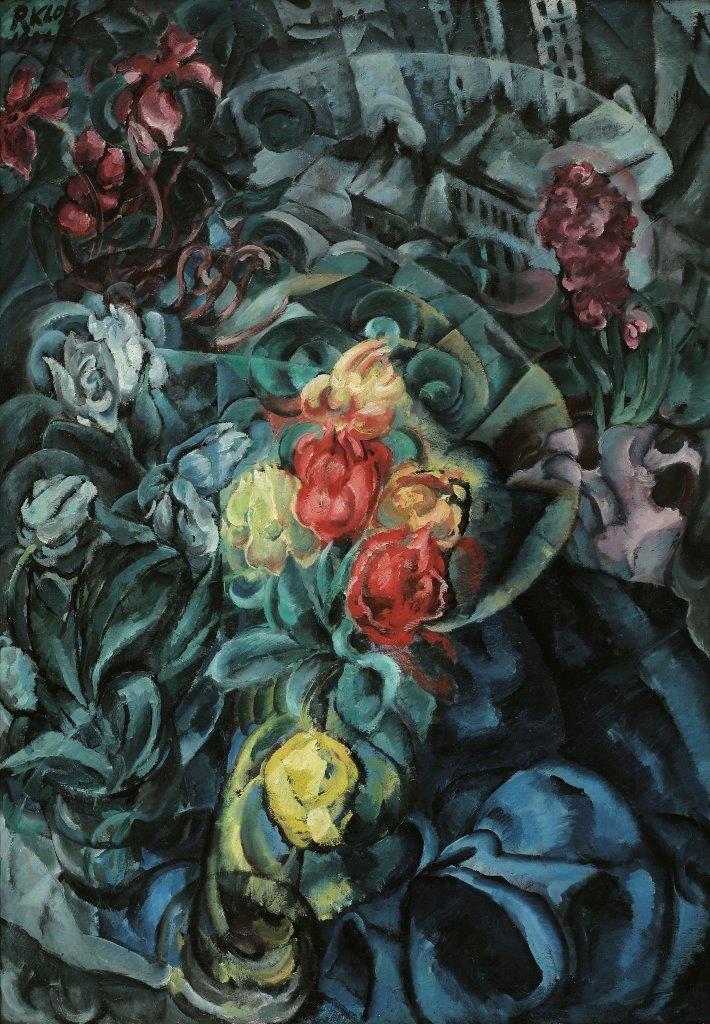
Ölgemälde Tulpen (1921)

Robert Kloss (* 21. Juli 1889 in Olmütz; † 1950 in Heidelberg) war ein österreichischer Maler.

## Leben
Kloss studierte zunächst Malerei an der Wiener Akademie der bildenden Künste und 1911–1912 bei Franz Thiele an der Kunstakademie in Prag, einem der ersten Präsidenten des Hagenbundes. 
1913 setzte er sein Studium in Leipzig und 1914 in Paris fort.
Nach dem Ersten Weltkrieg war Kloss ab 1922 bis zu dessen erzwungenen Auflösung 1938 Mitglied des Hagenbunds, wo er auch in der Bundesleitung tätig war. Er nahm an zahlreichen Ausstellungen des Hagenbundes teil. 1925 gründete Kloss mit seinem Malerkollegen Eduard Gaertner ein Atelier für Gebrauchsgraphik. Über seinen weiteren Lebenslauf ist nur wenig bekannt.
Robert Kloss ist ein heute nur mehr wenig bekannter Künstler. Er schuf vor allem Akte, Tier- und Blumenstücke.

## Werke
- Tulpen (Wien, Sammlung Oesterreichische Nationalbank), 1921, Öl auf Leinwand, 100 × 71,5 cm
- Terzetta (Wien, Sammlung Oesterreichische Nationalbank), 1922, Öl auf Leinwand, 127,5 × 108,5 cm

## Weblink
- Robert Kloss bei Oesterreichische Nationalbank

| Personendaten    | Personendaten          |
| ---------------- | ---------------------- |
| NAME             | Kloss, Robert          |
| KURZBESCHREIBUNG | österreichischer Maler |
| GEBURTSDATUM     | 21. Juli 1889          |
| GEBURTSORT       | Olmütz                 |
| STERBEDATUM      | 1950                   |
| STERBEORT        | Heidelberg             |